# Малый Ромен
Малый Ромен (укр. Малий Ромен) — правый приток Ромена, расположенный на территории Конотопского района (Сумская область, Украина).

## География
Длина — 22 км. Площадь бассейна — 95,1 км². Приустьевая часть русла выпрямлена в канал (канализировано). Есть крупный пруд (село Великий Самбор), частично зарастает прибрежно-водной растительностью. Долина трапециеобразная, неглубокая; заболоченная с прибрежно-водной растительностью, в среднем течении с лесным насаждениями. 
Берёт начало на болотном массиве, что на административной границе Сумской и Черниговской областей, между селом Тиница, бывшим посёлком Кирпичное и бывшим селом Гайки. Река течёт на юго-восток. Впадает в Ромен (на 78-м км от её устья) южнее села Великий Самбор.
Притоки (от истока к устью): безымянные ручьи
Населённые пункты на реке (от истока к устью):
1. Малый Самбор
2. Броды
3. Кут[1]
4. Великий Самбор